# Зайцево (Ярцевский район)
Зайцево — деревня в Смоленской области России, в Ярцевском районе. Входит в Михейковское сельское поселение.

## География
Расположена в центральной части области в 13 км к северу от города Ярцево, в междуречье рек Лойня и Царевич.

## История
Деревня была центром упразднённого Зайцевского сельского поселения.

## Население
564 жителя (2007 год)